# 淡绿肥蛛
淡绿肥蛛（学名：Larinia phthisica）为园蛛科肥蛛属的动物。分布于日本、越南、印度、巴布亚新几内亚、澳大利亚以及中国大陆的湖南、广东、福建、广西、四川、云南等地。该物种的模式产地在日本。